# Cristianos Democráticos Unidos
Cristianos Democráticos Unidos (Cristiani Democratici Uniti) (CDU) fue un partido político italiano democristiano y centrista. 
Fue fundado el 23 de julio de 1995 como una escisión de miembros del Partido Popular Italiano favorables a coaligarse con el centro-derecha liderado por Forza Italia, el partido de Silvio Berlusconi; esta escisión fue dirigida por Rocco Buttiglione, Roberto Formigoni y Gianfranco Rotondi.
Tras apoyar desde su fundación al gobierno de Berlusconi, el partido se presentó junto a Forza Italia en las elecciones regionales de 1995, resultando elegido Roberto Formigoni presidente de Lombardía. De cara a las elecciones generales de 1996 se presentó en alianza con Centro Cristiano Democrático (CCD) dentro de la coalición de centro-derecha el Polo por la Libertad, obteniendo CCD-CDU el 5,6% de los votos. Sin embargo en dichas elecciones venció la coalición de centro-izquierda El Olivo, liderada por Romano Prodi.
El 21 de julio de 1996 el I congreso del partido eligió a Buttiglione como secretario y a Formigoni como presidente. Poco después, en febrero de 1997, Buttiglione declara sentirse "marginado y discriminado sin motivo" por CCD, abandonado el grupo unitario y pasándose al grupo mixto.
En junio de 1998, Buttiglione llevó el partido a unirse a Unión Democrática por la República (UDR), una nueva formación democristiana puesta en marcha por Francesco Cossiga y Clemente Mastella, que habían abandonado CCD para formar la Cristianos Demócratas por la República (CDR). En octubre, cuando Buttiglione junto con el resto de UDR decidió apoyar brevemente al gobierno de centro-izquierda de Massimo D'Alema, Roberto Formigoni, Raffaele Fitto, Maurizio Lupi y muchos diputados regionales en Véneto, Lombardía y Piamonte abandonaron el partido para formar Cristianos Demócratas por la Libertad, que más tarde se fusionó con Forza Italia.
En febrero de 1999 UDR se desintegró, dividiéndose entre quienes apoyaban a Cossiga, que formaron Unión por la República, y los que apoyaron a Mastella, que formaron Unión de Demócratas por Europa. Buttiglione restableció CDU como un partido autónomo en julio de 1999, abandonando su apoyo al gobierno de d'Alema y acercándose de nuevo al centro-derecha de Berlusconi.
En las elecciones al Parlamento Europeo de 1999, CDU obtuvo el 2,2% y dos eurodiputados, mientras que en las elecciones generales de 2001 se alió con CCD, siendo conocida la coalición como la Biancofiore, obteniendo un 3,2%. 
Para las elecciones generales de 2001, CDU participaría en la creación de la Casa de las Libertades que llevó a la victoria a Berlusconi. Para estas elecciones CDU volvería a formar una lista unitaria con CCD, dejando atrás los problemas y desconfianzas de tiempos pasados. Se constituyó el gobierno y Buttiglione fue nombrado Ministro de Política Comunitaria.
El 6 de diciembre de 2002, CDU, CCD y Democracia Europea se fusionaron para crear la Unión de los Demócratas Cristianos y de Centro (UDC). Rocco Buttiglione fue elegido presidente del nuevo partido. Por la creación de UDC ya se habían pronunciado diversos dirigentes, como el ex presidente del Consejo Giulio Andreotti y también el seno de CDU que buscaba restituir la extinta Democracia Cristiana.
CDU fue miembro del Partido Popular Europeo desde 1994 hasta 2002.